# Hardenberg (Nederlandene)
 For alternative betydninger, se Hardenberg. (Se også artikler, som begynder med Hardenberg)
Hardenberg (Nedersaksisk: Hardenbarg eller Haddenbarreg) (nederlandsk: ( hør) er en by i provinsen Overijssel i Nederlandene. Byen grænser i øst til Tyskland. 
Byen tæller godt 18.000 indbyggere (2011).. 
Byen er også administrativt centrum for Hardenberg Kommune. Kommunen, der har et areal på godt 317 kvadratkilometer og lidt flere end 59.000 indbyggere, fusionerede i 2001 med de daværende nabokommuner Avereest og Gramsbergen. 

## Byer i Hardenberg Kommune
De vigtigste byer i kommunen er bortset fra selve Hardenberg, i alfabetisk rækkefølge:
- Ane,
- Balkbrug,
- Bergentheim,
- Dedemsvaart,
- De Krim,
- Gramsbergen,
- Heemse (sammenvokset med Hardenberg by),
- Lutten,
- Mariënberg,
- Slagharen.

I Hardenbergs kommune tales der nederlandsk og nedersaksisk